# チョイソコふそう
チョイソコふそうは、愛知県丹羽郡扶桑町などが事業主体となって運営しているデマンド型交通である。 

## 概要
扶桑町には路線バスが走っておらず、公共交通機関は名鉄犬山線しかなかった。高齢者の外出支援が主目的で、路線バスが走っていない町での住民の新たな足となる。2020年の扶桑町長選挙で「新しい公共交通システム」の導入を公約に掲げ初当選した鯖瀬武が実現した施策のうちの一つである。
「チョイソコ」はトヨタ自動車グループのアイシンが手がけるサービスで、2018年（平成30年）7月、愛知県豊明市においてアイシンとスギ薬局が主体となり運行を開始。県内の複数の自治体が導入しているが、一部地域に限った運行がほとんどで、町全域で運行する事例は扶桑町が初めて。決まったコースやダイヤはなく、利用者の予約に応じて最適なルートを通る「デマンド型」と呼ばれるサービス。サービス開始前の会員登録者は約1500人。 
扶桑町が事業主体となり、10人乗り（乗客は8人）のハイエース2台で運行する。停留所は「羽根公民館」「イオンモール扶桑」「柏森駅北」など町内全域に133ヶ所設定されているほか、町外でも1ヵ所、町民の利用が多い江南市の江南厚生病院に設けられている。 

## 歴史
2021年、「扶桑町地域公共交通会議」を設置。2022年2月24日、チョイソコの導入が発表された。 
同年5月、運行事業者を「犬山タクシー」に決定した。6月、町は1日あたり36人が利用するとの推計を発表した。7月の広報誌で停留所マップや会員登録申込書を同封して町民に周知し、7月中旬から各地区で利用説明会を実施。 
10月3日より扶桑町全域で運行開始。初日は延べ35人が乗車した。 
会員登録は11月末で2,110人。１日当たりの利用は39.9件で、目標の36件を上回っている。江南厚生病院とイオンモール扶桑への移動が多く、医療機関受診や買い物目的が大半。利用者の87％が65歳以上で、高齢者の外出支援・促進という主目的に沿った利用実態となっている。

## 運行エリア

### 住宅地停留所
- 100 南新田コミュニティセンター
- 101 県営高雄住宅
- 102 北新田公民館
- 103 北新田グラウンド
- 104 北新田東
- 105 羽根公民館
- 106 羽根西コミュニティハウス
- 107 東川西
- 108 南東川
- 109 東川北
- 110 扶桑住宅
- 111 南定松公民館
- 112 下山東
- 113 高雄団地公民館
- 114 福塚公民館
- 115 宮島公民館
- 116 宮島児童遊園
- 117 伊勢帰公民館
- 118 伊勢帰第2資源ゴミ集積所
- 119 扶桑台公民館
- 120 山那公民館
- 121 山那神社南口
- 122 小渕
- 123 小淵神明社
- 124 大門公民館
- 125 森・中村公民館
- 126 前野
- 127 野田公民館
- 128 西村集会所
- 129 第2西ノ山公園
- 130 新津公園
- 131 寺前公民館
- 132 新津資源ゴミ集積所
- 133 斎藤公民館
- 134 斎藤西集会所
- 135 斎藤南部緑ヶ丘公民館
- 136 斎藤北公民館
- 137 斎藤御堂
- 138 緑ヶ丘
- 139 緑ヶ丘西
- 140 高木東公民館
- 141 高木西地蔵寺
- 142 柏森東公民館
- 143 柏森東黒野
- 144 柏森東御字神児童遊園
- 145 柏森辻田
- 146 柏森中切
- 147 柏森レインボー
- 148 柏森西公民館
- 149 柏森南公民館
- 150 JA柏森支店前
- 151 長畑
- 152 なかよし橋
- 153 花立公民館
- 154 平塚公民館
- 155 ビレッジハウス扶桑
- 156 上野跨線橋前

### 公共施設等停留所
- 200 扶桑町役場
- 201 扶桑町保健センター
- 202 サングリーンハウス
- 203 高雄シルバーハウス
- 204 いこいの家
- 205 扶桑町総合福祉センター
- 206 高雄保育園
- 207 高雄西保育園
- 208 高雄南保育園
- 209 山名保育園
- 210 斎藤保育園
- 211 柏森保育園
- 212 柏森南保育園
- 213 つくし学園
- 214 木曽川扶桑緑地公園（水防倉庫前）
- 215 木曽川扶桑緑地公園（キャンプ場前）
- 216 高雄公園
- 217 扶桑町立扶桑中学校
- 218 扶桑町立扶桑北中学校
- 219 扶桑町立柏森小学校
- 220 扶桑町立高雄小学校
- 221 扶桑町立山名小学校
- 222 扶桑町立扶桑東小学校
- 223 扶桑町中央公民館・扶桑町図書館・扶桑文化会館
- 224 扶桑町総合体育館
- 225 扶桑町北部グラウンド
- 226 高雄学習等供用施設
- 227 扶桑東学習等供用施設
- 228 高雄西学習等供用施設
- 229 山名学習等供用施設
- 230 山名西学習等供用施設
- 231 斎藤学習等供用施設
- 232 柏森学習等供用施設
- 233 柏森中央学習等供用施設
- 234 扶桑駅西
- 235 扶桑駅東
- 236 柏森駅北
- 237 柏森駅南
- 238 木津用水駅北
- 239 木津用水駅南
- 240 児童センターひまわり

### 事業所停留所
- 300 あいちスポーツ・人工関節クリニック
- 301 江口医院
- 302 おりの歯科
- 303 かつし家庭医療医院
- 304 神尾外科
- 305 北川眼科
- 306 きなな歯科
- 307 江南厚生病院
- 308 つくしこどもクリニック
- 309 坪井クリニック
- 310 はまじま歯科医院
- 311 ひじから整形外科
- 312 やすだ内科クリニック
- 313 山田整形外科
- 314 山田ファミリークリニック
- 315 イオンモール扶桑
- 316 カルコス 扶桑店
- 317 スギ薬局 柏森店
- 318 スギ薬局 柏森駅南店
- 319 セブンイレブン 扶桑柏森店
- 320 タチヤ
- 321 漬処壽俵屋 扶桑總本家
- 322 いちい信用金庫 扶桑支店
- 323 JA愛知北
- 324 十六銀行 扶桑支店
- 325 名古屋銀行 扶桑支店
- 326 髪工房HASEGAWA
- 327 株式会社扶桑クリーン社
- 328 大藪建設
- 329 大川外科胃腸科クリニック
- 330 ジュエリーオリエント
- 331 光洋企業
- 332 やきどころ暖家
- 333 空とひまわり
- 334 ケーヨーデーツー 扶桑店（2025年6月30日廃止）
- 335 アクロスプラザ扶桑/マックスバリュー 扶桑店
- 336 あまの歯科クリニック
- 337 平和堂扶桑店
- 338 南勢はり・きゅう接骨院
- 339 ゆうゆうクリニック
- 340 コメダ珈琲店扶桑伊勢帰店
- 341 割烹御前崎
- 342 珈琲屋らんぷ
- 343 浅野保温本社
- 344 誠信高校
- 345 かめいクリニック
- 346 有限会社サインデコ
- 347 扶桑よしだクリニック
- 348 シオン扶桑会館

## 沿革
- 2020年（令和2年）6月8日 - 第11代扶桑町長に就任した鯖瀬武が自身の公約である「新しい公共交通システム」について、「できるだけ負担を抑えながら利用しやすいシステムを基本に方式を絞って導入の検討に入る」と答弁。2022年度中に運行すると時期のみ明らかにした。
- 2021年（令和3年）7月9日 - 第1回扶桑町地域公共交通会議[7]。
- 2022年（令和4年）2月24日 - 「チョイソコ」を早ければ10月から導入すると発表し、扶桑町新年度予算案にワゴン車2台の購入費など2800万円を計上[8]。
- 2022年（令和4年）10月3日 - 町全域で運行開始[3]。
- 2024年（令和6年）10月1日 - 本格運行開始[9]。

## 利用方法
扶桑町民なら誰でも会員登録して利用できる。利用の際は電話かウェブサイトで「総合体育館から乗って、イオンモール扶桑に午前10時までに行きたい」という具合に乗降場所と時間を伝える。専用システムが他の乗客の希望を考慮し、最適な経路と乗り降りの順番を判断する。タクシーのように最短距離は期待できないが、路線バスのような乗り換えは必要ない。 

### 運行時間
運行時間は平日の午前8時 - 午後4時で、夜間や週末は利用できない。 
年末年始の12月29日から1月3日は休み。

### 料金
- 大人 - 300円
- 高齢者、障がい者、小学生 - 200円
- 未就学児 - 無料
- 江南厚生病院での乗り降りは大人800円（高齢者らは500円）となる。

## 利用者数
令和5年度主要施策の成果並びに実績報告書によると、チョイソコふそうは2023年度（令和5年度）年間14,009件の利用と、506名の新規会員登録があり、会員登録者数は3,181人になった。
| 期間                   | 利用件数 | 期間合計 | 年度合計 |
| ---------------------- | -------- | -------- | -------- |
| 2022年10月 - 2023年3月 | 5,523    | 12,369   | 5,523    |
| 2023年4月 - 2023年9月  | 6.846    | 12,369   | 14,009   |
| 2023年10月 - 2024年3月 | 7,163    | 7,163    | 14,009   |